# David Jack
David Bone Nightingale Jack (* 3. April 1898 in Bolton; † 10. September 1958 in Lambeth) war ein englischer Fußballspieler, Sohn von Bob Jack und der weltweit erste Akteur, der für eine Ablösesumme von mehr als 10.000 britischen Pfund den Verein gewechselt hat.

## Sportlicher Werdegang
Der Stürmer wurde in Bolton geboren und begann 1919 seine Karriere bei Plymouth Argyle, wo bereits sein Vater aktiv gewesen war, und schoss dort in 48 Spielen elf Tore. 1920 wechselte er für 3.500 Pfund in seine Heimat zu den Bolton Wanderers. Für die „Trotters“ absolvierte er acht Spielzeiten und bildete vor allem mit Joe Smith eine effektive Angriffsformation. Mit seinem Tor im FA-Cup-Finale des Jahres 1923 schrieb er Geschichte, da er der erste Spieler war, dem ein Treffer im Wembley-Stadion gelang. Im anschließenden Jahr debütierte er in der englischen Nationalmannschaft und schoss im weiteren Verlauf in insgesamt neun Spielen drei Tore für sein Land.
Im Jahr 1926 gewann er mit Bolton erneut den FA Cup und wurde zwei Jahre später von Herbert Chapman – dem Trainer des FC Arsenal – für die damalige Rekordablösesumme von 10.890 Pfund verpflichtet, wobei die Rekordmarke nahezu verdoppelt wurde. Den geschichtlichen Aufzeichnungen zufolge wurde der Transfer von Chapman in einer legendären Verhandlung mit der Vereinsführung von Bolton in einer Hotelbar besiegelt. Chapman machte seine Kontrahenten mit Gin Tonic betrunken und verzichtete selber auf den Gin.
Jack wurde auf Anhieb eine Verstärkung in Highbury, war von Beginn seiner Zeit an dort Stammspieler und in den späten 1920er- und frühen 1930er-Jahren beständig der beste Vereinstorschütze. Er gewann drei englische Meisterschaften und einen weiteren FA Cup. Mit der Saison 1933/34 ging seine erfolgreiche Karriere mit dem letzten Meistertitel 1934 zu Ende. Insgesamt schoss er in 208 Spielen für Arsenal 124 Treffer, womit er heute der neuntbeste Torschütze in der Vereinsgeschichte ist.
Nach seinem Rücktritt als aktiver Fußballer wechselte er ins Trainergeschäft und betreute dabei zwischen Mai 1934 und August 1940 den Klub Southend United sowie von November 1944 bis April 1952 den FC Middlesbrough. 
Im Alter von 60 Jahren verstarb er im Jahre 1958.

## Erfolge
- Englische Meisterschaft: 1931, 1933, 1934
- Englischer Pokal: 1923, 1926, 1930